# ATP-seizoen 2008
Het ATP-seizoen in 2008 bestond uit de internationale tennistoernooien, die door de ATP en ITF werden georganiseerd in het kalenderjaar 2008.
Het speelschema omvatte:
- 62 ATP-toernooien, bestaande uit de categorieën:
  - Tennis Masters Series: 9
  - ATP International Series Gold: 9
  - ATP International Series: 42
  - Tennis Masters Cup: eindejaarstoernooi voor de 8 beste tennissers/dubbelteams
  - World Team Cup: landenteamtoernooi, geen ATP-punten.
- 7 ITF-toernooien, bestaande uit de:
  - 4 grandslamtoernooien;
  - Olympische Spelen in Peking;
  - Davis Cup: landenteamtoernooi;
  - Hopman Cup: landenteamtoernooi voor gemengde tenniskoppels, geen ATP-punten.

## Speelschema

### Legenda
| Grand Slams                   |
| Olympische Spelen             |
| Tennis Masters Cup            |
| Tennis Masters Series         |
| ATP International Series Gold |
| ATP International Series      |
| Toernooien voor teams         |

Codering
De codering voor het aantal deelnemers.
128S/128Q/64D/32X
- 128 deelnemers aan hoofdtoernooi (S)
- 128 aan het kwalificatietoernooi (Q)
- 64 koppels in het dubbelspel (D)
- 32 koppels in het gemengd dubbel (X).

Alle toernooien worden in principe buiten gespeeld, tenzij anders vermeld.
RR = groepswedstrijden, (i) = indoor

### Januari
| Week van              | Toernooi | Winnaar(s)                                  | Finalist(en)                         | Uitslag finale        |         |
| --------------------- | --- | ------------------------------------------- | ------------------------------------ | --------------------- | ------- |
| 31 december           | Hopman Cup Perth, Australië ITF gemengd teamcompetitie AU$ 1.000.000 - hardcourt (i) - 8 teams (RR)                 | Verenigde Staten Mardy Fish Serena Williams | Servië Novak Đoković Jelena Janković | 2-1                   | details |
| 1 januari             | Next Generation Adelaide International Adelaide, Australië International Series $ 436.000 - hardcourt - 32S/32Q/16D | Michaël Llodra                              | Jarkko Nieminen                      | 6-3, 6-4              | details |
| 1 januari             | Next Generation Adelaide International Adelaide, Australië International Series $ 436.000 - hardcourt - 32S/32Q/16D | Martín García Marcelo Melo                  | Chris Guccione Robert Smeets         | 6-3, 3-6, [10-7]      | details |
| 1 januari             | Chennai Open Chennai, India International Series $ 436.000 - hardcourt - 32S/32Q/16D                                | Michail Joezjny                             | Rafael Nadal                         | 6-0, 6-1              | details |
| 1 januari             | Chennai Open Chennai, India International Series $ 436.000 - hardcourt - 32S/32Q/16D                                | Sanchai Ratiwatana Sonchat Ratiwatana       | Marcos Baghdatis Marc Gicquel        | 6-4, 7-5              | details |
| 1 januari             | Qatar ExxonMobil Open Doha, Qatar International Series $ 1.000.000 - hardcourt - 32S/32Q/16D                        | Andy Murray                                 | Stanislas Wawrinka                   | 6-4, 4-6, 6-2         | details |
| 1 januari             | Qatar ExxonMobil Open Doha, Qatar International Series $ 1.000.000 - hardcourt - 32S/32Q/16D                        | Philipp Kohlschreiber David Škoch           | Jeff Coetzee Wesley Moodie           | 6-4, 4-6, [11-9]      | details |
| 7 januari             | Heineken Open Auckland, Nieuw-Zeeland International Series $ 436.000 - hardcourt - 32S/32Q/16D                      | Philipp Kohlschreiber                       | Juan Carlos Ferrero                  | 7-6(4), 7-5           | details |
| 7 januari             | Heineken Open Auckland, Nieuw-Zeeland International Series $ 436.000 - hardcourt - 32S/32Q/16D                      | Luis Horna Juan Mónaco                      | Xavier Malisse Jürgen Melzer         | 6-4, 3-6, [10-7]      | details |
| 7 januari             | Medibank International Sydney Sydney, Australië International Series $ 436.000 - hardcourt - 32S/32Q/16D            | Dmitri Toersoenov                           | Chris Guccione                       | 7-6(3), 7-6(4)        | details |
| 7 januari             | Medibank International Sydney Sydney, Australië International Series $ 436.000 - hardcourt - 32S/32Q/16D            | Richard Gasquet Jo-Wilfried Tsonga          | Bob Bryan Mike Bryan                 | 4-6, 6-4, [11-9]      | details |
| 14 januari 21 januari | Australian Open Melbourne, Australië Grand Slam $ 7.297.050 - hardcourt - 128S/64D/32X                              | Novak Đoković                               | Jo-Wilfried Tsonga                   | 4-6, 6-4, 6-3, 7-6(2) | details |
| 14 januari 21 januari | Australian Open Melbourne, Australië Grand Slam $ 7.297.050 - hardcourt - 128S/64D/32X                              | Jonathan Erlich Andy Ram                    | Arnaud Clément Michaël Llodra        | 7-5, 7-6(4)           | details |
| 14 januari 21 januari | Australian Open Melbourne, Australië Grand Slam $ 7.297.050 - hardcourt - 128S/64D/32X                              | Nenad Zimonjić Sun Tiantian                 | Mahesh Bhupathi Sania Mirza          | 7-6(4), 6-4           | details |
| 28 januari            | Moviestar Open Viña del Mar, Chili International Series $ 448.000 - gravel - 32S/32Q/16D                            | Fernando González                           | Juan Mónaco                          | Walk-over             | details |
| 28 januari            | Moviestar Open Viña del Mar, Chili International Series $ 448.000 - gravel - 32S/32Q/16D                            | José Acasuso Sebastián Prieto               | Máximo González Juan Mónaco          | 6-1, 3-0, opgave      | details |

### Februari
| Week van    | Toernooi | Winnaar(s)                      | Finalist(en)                          | Uitslag finale      |         |
| ----------- | --- | ------------------------------- | ------------------------------------- | ------------------- | ------- |
| 4 februari  | Davis Cup (1e ronde) |                                 |                                       |                     | details |
| 11 februari | Delray Beach International Tennis Championships Delray Beach, Verenigde Staten International Series $ 416.000 - hardcourt - 32S/32Q/16D | Kei Nishikori                   | James Blake                           | 3-6, 6-1, 6-4       | details |
| 11 februari | Delray Beach International Tennis Championships Delray Beach, Verenigde Staten International Series $ 416.000 - hardcourt - 32S/32Q/16D | Maks Mirni Jamie Murray         | Bob Bryan Mike Bryan                  | 6-4, 3-6, [10-6]    | details |
| 11 februari | Brasil Open Costa do Sauípe, Brazilië International Series $ 456.000 - gravel - 32S/32Q/16D                                             | Nicolás Almagro                 | Carlos Moyá                           | 7-6(4), 3-6, 7-5    | details |
| 11 februari | Brasil Open Costa do Sauípe, Brazilië International Series $ 456.000 - gravel - 32S/32Q/16D                                             | Marcelo Melo André Sá           | Albert Montañés Santiago Ventura      | 4-6, 6-2, [10-7]    | details |
| 11 februari | Open 13 Marseille, Frankrijk International Series $ 600.000 - hardcourt (i) - 32S/32Q/16D                                               | Andy Murray                     | Mario Ančić                           | 6-3, 6-4            | details |
| 11 februari | Open 13 Marseille, Frankrijk International Series $ 600.000 - hardcourt (i) - 32S/32Q/16D                                               | Martin Damm Pavel Vízner        | Yves Allegro Jeff Coetzee             | 7-6(0), 7-5         | details |
| 18 februari | SAP Open San José, Verenigde Staten International Series $ 416.000 - hardcourt (i) - 32S/32Q/16D                                        | Andy Roddick                    | Radek Štěpánek                        | 6-4, 7-5            | details |
| 18 februari | SAP Open San José, Verenigde Staten International Series $ 416.000 - hardcourt (i) - 32S/32Q/16D                                        | Scott Lipsky David Martin       | Bob Bryan Mike Bryan                  | 7-6(4), 7-5         | details |
| 18 februari | Copa Telmex Buenos Aires, Argentinië International Series $ 445.000 - gravel - 32S/32Q/16D                                              | David Nalbandian                | José Acasuso                          | 3-6, 7-6(5), 6-4    | details |
| 18 februari | Copa Telmex Buenos Aires, Argentinië International Series $ 445.000 - gravel - 32S/32Q/16D                                              | Agustín Calleri Luis Horna      | Werner Eschauer Peter Luczak          | 6-0, 6-7(6), [10-2] | details |
| 18 februari | ABN AMRO World Tennis Tournament Rotterdam, Nederland International Series Gold $ 925.000 - hardcourt (i) - 32S/16Q/16D                 | Michaël Llodra                  | Robin Söderling                       | 6-7(3), 6-3, 7-6(4) | details |
| 18 februari | ABN AMRO World Tennis Tournament Rotterdam, Nederland International Series Gold $ 925.000 - hardcourt (i) - 32S/16Q/16D                 | Tomáš Berdych Dmitri Toersoenov | Philipp Kohlschreiber Michail Joezjny | 7-5, 3-6, [10-7]    | details |
| 25 februari | PBZ Zagreb Indoors Zagreb, Kroatië International Series $ 416.000 - hardcourt (i) - 32S/32Q/16D                                         | Serhij Stachovsky               | Ivan Ljubičić                         | 7-5, 6-4            | details |
| 25 februari | PBZ Zagreb Indoors Zagreb, Kroatië International Series $ 416.000 - hardcourt (i) - 32S/32Q/16D                                         | Paul Hanley Jordan Kerr         | Christopher Kas Rogier Wassen         | 6-3, 3-6, [10-8]    | details |
| 25 februari | Morgan Keegan Championships Memphis, Verenigde Staten International Series Gold $ 757.000 - hardcourt (i) - 32S/32Q/16D                 | Steve Darcis                    | Robin Söderling                       | 6-3, 7-6(5)         | details |
| 25 februari | Morgan Keegan Championships Memphis, Verenigde Staten International Series Gold $ 757.000 - hardcourt (i) - 32S/32Q/16D                 | Mahesh Bhupathi Mark Knowles    | Sanchai Ratiwatana Sonchat Ratiwatana | 7-6(5), 6-2         | details |
| 25 februari | Abierto Mexicano Telcel Acapulco, Mexico International Series Gold $ 757.000 - gravel - 32S/32Q/16D                                     | Nicolás Almagro                 | David Nalbandian                      | 6-1, 7-6(1)         | details |
| 25 februari | Abierto Mexicano Telcel Acapulco, Mexico International Series Gold $ 757.000 - gravel - 32S/32Q/16D                                     | Oliver Marach Michal Mertiňák   | Agustín Calleri Luis Horna            | 6-2, 6-7(3), [10-7] | details |

### Maart
| Week van          | Toernooi | Winnaar(s)                      | Finalist(en)                 | Uitslag finale   |         |
| ----------------- | --- | ------------------------------- | ---------------------------- | ---------------- | ------- |
| 3 maart           | Barclays Dubai Tennis Championships Dubai, Verenigde Arabische Emiraten International Series Gold $ 1.500.000 - hardcourt - 32S/32Q/16D | Andy Roddick                    | Feliciano López              | 6-7(8), 6-4, 6-2 | details |
| 3 maart           | Barclays Dubai Tennis Championships Dubai, Verenigde Arabische Emiraten International Series Gold $ 1.500.000 - hardcourt - 32S/32Q/16D | Mahesh Bhupathi Mark Knowles    | Martin Damm Pavel Vízner     | 7-5, 7-6(7)      | details |
| 3 maart           | Channel Open Las Vegas, Verenigde Staten International Series $ 416.000 - hardcourt - 32S/32Q/16D                                       | Sam Querrey                     | Kevin Anderson               | 4-6, 6-3, 6-4    | details |
| 3 maart           | Channel Open Las Vegas, Verenigde Staten International Series $ 416.000 - hardcourt - 32S/32Q/16D                                       | Julien Benneteau Michaël Llodra | Bob Bryan Mike Bryan         | 6-4, 4-6, [10-8] | details |
| 10 maart 17 maart | Pacific Life Open Indian Wells, Verenigde Staten Masters Series $ 3.450.000 - hardcourt - 96S/32Q/32D                                   | Novak Đoković                   | Mardy Fish                   | 6-2, 5-7, 6-3    | details |
| 10 maart 17 maart | Pacific Life Open Indian Wells, Verenigde Staten Masters Series $ 3.450.000 - hardcourt - 96S/32Q/32D                                   | Jonathan Erlich Andy Ram        | Daniel Nestor Nenad Zimonjić | 6-4, 6-4         | details |
| 24 maart 31 maart | Sony Ericsson Open Miami, Verenigde Staten Masters Series $ 3.450.000 - hardcourt - 96S/32Q/32D                                         | Nikolaj Davydenko               | Rafael Nadal                 | 6-4, 6-2         | details |
| 24 maart 31 maart | Sony Ericsson Open Miami, Verenigde Staten Masters Series $ 3.450.000 - hardcourt - 96S/32Q/32D                                         | Bob Bryan Mike Bryan            | Mahesh Bhupathi Mark Knowles | 6-2, 6-2         | details |

### April
| Week van | Toernooi | Winnaar(s)                      | Finalist(en)                         | Uitslag finale      |         |
| -------- | --- | ------------------------------- | ------------------------------------ | ------------------- | ------- |
| 7 april  | Davis Cup (kwartfinale) |                                 |                                      |                     | details |
| 14 april | Open de Tenis Comunidad Valenciana Valencia, Spanje International Series $ 416.000 - gravel - 32S/16Q/16D                         | David Ferrer                    | Nicolás Almagro                      | 4-6, 6-2, 7-6(2)    | details |
| 14 april | Open de Tenis Comunidad Valenciana Valencia, Spanje International Series $ 416.000 - gravel - 32S/16Q/16D                         | Máximo González Juan Mónaco     | Travis Parrott Filip Polášek         | 7-5, 7-5            | details |
| 14 april | US Men's Clay Court Championships Houston, Verenigde Staten International Series $ 416.000 - gravel (kastanjebruin) - 32S/32Q/16D | Marcel Granollers               | James Blake                          | 6-4, 1-6, 7-5       | details |
| 14 april | US Men's Clay Court Championships Houston, Verenigde Staten International Series $ 416.000 - gravel (kastanjebruin) - 32S/32Q/16D | Ernests Gulbis Rainer Schüttler | Pablo Cuevas Marcel Granollers       | 7-5, 7-6(3)         | details |
| 14 april | Estoril Open Estoril, Portugal International Series $ 625.000 - gravel - 32S/32Q/16D                                              | Roger Federer                   | Nikolaj Davydenko                    | 7-6(5), 1-2, opgave | details |
| 14 april | Estoril Open Estoril, Portugal International Series $ 625.000 - gravel - 32S/32Q/16D                                              | Jeff Coetzee Wesley Moodie      | Jamie Murray Kevin Ullyett           | 6-2, 4-6, [10-8]    | details |
| 16 april | Monte-Carlo Masters Monte Carlo, Monaco Masters Series $ 2.450.000 - gravel - 56S/28Q/24D                                         | Rafael Nadal                    | Roger Federer                        | 7-5, 7-5            | details |
| 16 april | Monte-Carlo Masters Monte Carlo, Monaco Masters Series $ 2.450.000 - gravel - 56S/28Q/24D                                         | Rafael Nadal Tommy Robredo      | Mahesh Bhupathi Mark Knowles         | 6-3, 6-3            | details |
| 28 april | Open Sabadell Atlántico Barcelona Barcelona, Spanje International Series Gold $ 1.000.000 - gravel - 56S/28Q/24D                  | Rafael Nadal                    | David Ferrer                         | 6-1, 4-6, 6-1       | details |
| 28 april | Open Sabadell Atlántico Barcelona Barcelona, Spanje International Series Gold $ 1.000.000 - gravel - 56S/28Q/24D                  | Bob Bryan Mike Bryan            | Mariusz Fyrstenberg Marcin Matkowski | 6-3, 6-2            | details |
| 28 april | BMW Open München, Duitsland International Series $ 416.000 - gravel - 32S/32Q/16D                                                 | Fernando González               | Simone Bolelli                       | 7-6(4), 6-7(4), 6-3 | details |
| 28 april | BMW Open München, Duitsland International Series $ 416.000 - gravel - 32S/32Q/16D                                                 | Michael Berrer Rainer Schüttler | Scott Lipsky David Martin            | 7-5, 3-6, [10-8]    | details |

### Mei
| Week van      | Toernooi | Winnaar(s)                       | Finalist(en)                      | Uitslag finale       |         |
| ------------- | --- | -------------------------------- | --------------------------------- | -------------------- | ------- |
| 5 mei         | Internazionali BNL d'Italia Rome, Italië Masters Series $ 2.450.000 - gravel - 56S/28Q/24D                   | Novak Đoković                    | Stanislas Wawrinka                | 4-6, 6-3, 6-3        | details |
| 5 mei         | Internazionali BNL d'Italia Rome, Italië Masters Series $ 2.450.000 - gravel - 56S/28Q/24D                   | Bob Bryan Mike Bryan             | Daniel Nestor Nenad Zimonjić      | 3-6, 6-4, [10-8]     | details |
| 12 mei        | Hamburg Masters Hamburg, Duitsland Masters Series $ 2.450.000 - gravel - 56S/28Q/24D                         | Rafael Nadal                     | Roger Federer                     | 7-5, 6-7(3), 6-3     | details |
| 12 mei        | Hamburg Masters Hamburg, Duitsland Masters Series $ 2.450.000 - gravel - 56S/28Q/24D                         | Daniel Nestor Nenad Zimonjić     | Bob Bryan Mike Bryan              | 6-4, 5-7, [10-8]     | details |
| 19 mei        | Hypo Group Tennis International Pörtschach, Oostenrijk International Series $ 416.000 - gravel - 32S/16Q/16D | Nikolaj Davydenko                | Juan Mónaco                       | 6-2, 2-6, 6-2        | details |
| 19 mei        | Hypo Group Tennis International Pörtschach, Oostenrijk International Series $ 416.000 - gravel - 32S/16Q/16D | Marcelo Melo André Sá            | Julian Knowle Jürgen Melzer       | 7-5, 6-7(3), [13-11] | details |
| 19 mei        | Grand Prix Hassan II Casablanca, Marokko International Series $ 416.000 - gravel - 32S/32Q/16D               | Gilles Simon                     | Julien Benneteau                  | 7-5, 6-2             | details |
| 19 mei        | Grand Prix Hassan II Casablanca, Marokko International Series $ 416.000 - gravel - 32S/32Q/16D               | Albert Montañés Santiago Ventura | James Cerretani Todd Perry        | 6-1, 6-2             | details |
| 19 mei        | ARAG World Team Cup Düsseldorf, Duitsland ATP World Team Championship € 902.000 - gravel - 8 teams (RR)      | Zweden                           | Rusland                           | 2-1                  | details |
| 26 mei 2 juni | Roland Garros Parijs, Frankrijk Grand Slam $ 9.334.930 - gravel                                              | Rafael Nadal                     | Roger Federer                     | 6-1, 6-3, 6-0        | details |
| 26 mei 2 juni | Roland Garros Parijs, Frankrijk Grand Slam $ 9.334.930 - gravel                                              | Pablo Cuevas Luis Horna          | Daniel Nestor Nenad Zimonjić      | 6-2, 6-3             | details |
| 26 mei 2 juni | Roland Garros Parijs, Frankrijk Grand Slam $ 9.334.930 - gravel                                              | Bob Bryan Viktoryja Azarenka     | Nenad Zimonjić Katarina Srebotnik | 6-2, 7-6(4)          | details |

### Juni
| Week van        | Toernooi                                                                                                | Winnaar(s)                           | Finalist(en)                     | Uitslag finale                |         |
| --------------- | --- | ------------------------------------ | -------------------------------- | ----------------------------- | ------- |
| 9 juni          | Queen's Club Championships London, Groot-Brittannië International Series $ 800.000 - gras - 56S/32Q/24D | Rafael Nadal                         | Novak Đoković                    | 7-6(6), 7-5                   | details |
| 9 juni          | Queen's Club Championships London, Groot-Brittannië International Series $ 800.000 - gras - 56S/32Q/24D | Daniel Nestor Nenad Zimonjić         | Marcelo Melo André Sá            | 6-4, 7-6(3)                   | details |
| 9 juni          | Gerry Weber Open Halle, Duitsland International Series $ 800.000 - gras - 32S/16Q/16D                   | Roger Federer                        | Philipp Kohlschreiber            | 6-3, 6-4                      | details |
| 9 juni          | Gerry Weber Open Halle, Duitsland International Series $ 800.000 - gras - 32S/16Q/16D                   | Michail Joezjny Mischa Zverev        | Lukáš Dlouhý Leander Paes        | 6-3, 4-6, [10-3]              | details |
| 9 juni          | Warsaw Open Warschau, Polen International Series $ 500.000 - gravel - 32S/32Q/16D                       | Nikolaj Davydenko                    | Tommy Robredo                    | 6-3, 6-3                      | details |
| 9 juni          | Warsaw Open Warschau, Polen International Series $ 500.000 - gravel - 32S/32Q/16D                       | Mariusz Fyrstenberg Marcin Matkowski | Nikolaj Davydenko Joeri Schoekin | 6-0, 3-6, [10-4]              | details |
| 16 juni         | Ordina Open Rosmalen, Nederland International Series $ 416.000 - gras - 32S/16Q/16D                     | David Ferrer                         | Marc Gicquel                     | 6-4, 6-2                      | details |
| 16 juni         | Ordina Open Rosmalen, Nederland International Series $ 416.000 - gras - 32S/16Q/16D                     | Mario Ančić Jürgen Melzer            | Mahesh Bhupathi Leander Paes     | 7-6(5), 6-3                   | details |
| 16 juni         | Nottingham Open Nottingham, Groot-Brittannië International Series $ 416.000 - gras - 32S/32Q/16D        | Ivo Karlović                         | Fernando Verdasco                | 7-5, 6-7(4), 7-6(8)           | details |
| 16 juni         | Nottingham Open Nottingham, Groot-Brittannië International Series $ 416.000 - gras - 32S/32Q/16D        | Bruno Soares Kevin Ullyett           | Jeff Coetzee Jamie Murray        | 6-2, 7-6(5)                   | details |
| 23 juni 30 juni | Wimbledon Londen, Groot-Brittannië Grand Slam $ 10.098.359 - gras                                       | Rafael Nadal                         | Roger Federer                    | 6-4, 6-4, 6-7(5), 6-7(8), 9-7 | details |
| 23 juni 30 juni | Wimbledon Londen, Groot-Brittannië Grand Slam $ 10.098.359 - gras                                       | Daniel Nestor Nenad Zimonjić         | Jonas Björkman Kevin Ullyett     | 7-6(12), 6-7(3), 6-3, 6-3     | details |
| 23 juni 30 juni | Wimbledon Londen, Groot-Brittannië Grand Slam $ 10.098.359 - gras                                       | Bob Bryan Samantha Stosur            | Mike Bryan Katarina Srebotnik    | 7-5, 6-4                      | details |

### Juli
| Week van | Toernooi | Winnaar(s)                            | Finalist(en)                       | Uitslag finale      |         |
| -------- | --- | ------------------------------------- | ---------------------------------- | ------------------- | ------- |
| 7 juli   | Mercedes Cup Stuttgart, Duitsland International Series Gold $ 757.000 - gravel - 28S/16Q/16D                                 | Juan Martín del Potro                 | Richard Gasquet                    | 6-4, 7-5            | details |
| 7 juli   | Mercedes Cup Stuttgart, Duitsland International Series Gold $ 757.000 - gravel - 28S/16Q/16D                                 | Christopher Kas Philipp Kohlschreiber | Michael Berrer Mischa Zverev       | 6-3, 6-4            | details |
| 7 juli   | Suisse Open Gstaad, Zwitserland International Series $ 496.000 - gravel - 28S/16Q/16D                                        | Victor Hănescu                        | Igor Andrejev                      | 6-3, 6-4            | details |
| 7 juli   | Suisse Open Gstaad, Zwitserland International Series $ 496.000 - gravel - 28S/16Q/16D                                        | Jaroslav Levinský Filip Polášek       | Stéphane Bohli Stanislas Wawrinka  | 3-6, 6-2, [11-9]    | details |
| 7 juli   | Hall of Fame Tennis Championships Newport, Verenigde Staten International Series $ 416.000 - gras - 32S/32Q/16D              | Fabrice Santoro                       | Prakash Amritraj                   | 6-3, 7-5            | details |
| 7 juli   | Hall of Fame Tennis Championships Newport, Verenigde Staten International Series $ 416.000 - gras - 32S/32Q/16D              | Mardy Fish John Isner                 | Rohan Bopanna Aisam-ul-Haq Qureshi | 6-4, 7-6(1)         | details |
| 7 juli   | Swedish Open Båstad, Zweden International Series $ 416.000 - gravel - 28S/16Q/16D                                            | Tommy Robredo                         | Tomáš Berdych                      | 6-4, 6-1            | details |
| 7 juli   | Swedish Open Båstad, Zweden International Series $ 416.000 - gravel - 28S/16Q/16D                                            | Jonas Björkman Robin Söderling        | Johan Brunström Jean-Julien Rojer  | 6-2, 6-2            | details |
| 14 juli  | Austrian Open Kitzbühel, Oostenrijk International Series Gold $ 735.000 - gravel - 32S/32Q/16D                               | Juan Martín del Potro                 | Jürgen Melzer                      | 6-2, 6-1            | details |
| 14 juli  | Austrian Open Kitzbühel, Oostenrijk International Series Gold $ 735.000 - gravel - 32S/32Q/16D                               | James Cerretani Victor Hănescu        | Lucas Arnold Ker Olivier Rochus    | 6-3, 7-5            | details |
| 14 juli  | Croatia Open Umag, Kroatië International Series $ 416.000 - gravel - 28S/32Q/16D                                             | Fernando Verdasco                     | Igor Andrejev                      | 3-6, 6-4, 7-6(4)    | details |
| 14 juli  | Croatia Open Umag, Kroatië International Series $ 416.000 - gravel - 28S/32Q/16D                                             | Michal Mertiňák Petr Pála             | Carlos Berlocq Fabio Fognini       | 2-6, 6-3, [10-5]    | details |
| 14 juli  | Dutch Open Amersfoort, Nederland International Series $ 416.000 - gravel - 28S/11Q/16D                                       | Albert Montañés                       | Steve Darcis                       | 1-6, 7-5, 6-3       | details |
| 14 juli  | Dutch Open Amersfoort, Nederland International Series $ 416.000 - gravel - 28S/11Q/16D                                       | František Čermák Rogier Wassen        | Jesse Huta Galung Igor Sijsling    | 7-5, 7-5            | details |
| 14 juli  | Indianapolis Tennis Championships Indianapolis, Verenigde Staten International Series $ 525.000 - hardcourt - 32S/32Q/16D    | Gilles Simon                          | Dmitri Toersoenov                  | 6-4, 6-4            | details |
| 14 juli  | Indianapolis Tennis Championships Indianapolis, Verenigde Staten International Series $ 525.000 - hardcourt - 32S/32Q/16D    | Ashley Fisher Tripp Phillips          | Scott Lipsky David Martin          | 3-6, 6-3, [10-5]    | details |
| 21 juli  | Rogers Cup Toronto, Canada Masters Series $ 2.450.000 - hardcourt - 56S/28Q/24D                                              | Rafael Nadal                          | Nicolas Kiefer                     | 6-3, 6-2            | details |
| 21 juli  | Rogers Cup Toronto, Canada Masters Series $ 2.450.000 - hardcourt - 56S/28Q/24D                                              | Daniel Nestor Nenad Zimonjić          | Bob Bryan Mike Bryan               | 6-2, 4-6, [10-6]    | details |
| 28 juli  | Western & Southern Financial Group Masters Cincinnati, Verenigde Staten Masters Series $ 2.450.000 - hardcourt - 56S/28Q/24D | Andy Murray                           | Novak Đoković                      | 7-6(4), 7-6(5)      | details |
| 28 juli  | Western & Southern Financial Group Masters Cincinnati, Verenigde Staten Masters Series $ 2.450.000 - hardcourt - 56S/28Q/24D | Bob Bryan Mike Bryan                  | Jonathan Erlich Andy Ram           | 4-6, 7-6(2), [10-7] | details |

### Augustus
| Week van                | Toernooi | Winnaar(s)                       | Finalist(en)                   | Uitslag finale        |         |
| ----------------------- | --- | -------------------------------- | ------------------------------ | --------------------- | ------- |
| 4 augustus              | Countrywide Classic Los Angeles, Verenigde Staten International Series $ 525.000 - hardcourt - 28S/32Q/16D           | Juan Martín del Potro            | Andy Roddick                   | 6-1, 7-6(2)           | details |
| 4 augustus              | Countrywide Classic Los Angeles, Verenigde Staten International Series $ 525.000 - hardcourt - 28S/32Q/16D           | Rohan Bopanna Eric Butorac       | Travis Parrott Dušan Vemić     | 7-6(5), 7-6(5)        | details |
| 11 augustus             | Legg Mason Tennis Classic Washington D.C., Verenigde Staten International Series $ 600.000 - hardcourt - 32S/32Q/16D | Juan Martín del Potro            | Viktor Troicki                 | 6-3, 6-3              | details |
| 11 augustus             | Legg Mason Tennis Classic Washington D.C., Verenigde Staten International Series $ 600.000 - hardcourt - 32S/32Q/16D | Marc Gicquel Robert Lindstedt    | Bruno Soares Kevin Ullyett     | 7-6(6), 6-3           | details |
| 11 augustus             | Olympische Spelen 2008 Peking, China Olympische Spelen hardcourt - 64S/32D                                           | Rafael Nadal                     | Fernando González              | 6-3, 7-6(2), 6-3      | details |
| 11 augustus             | Olympische Spelen 2008 Peking, China Olympische Spelen hardcourt - 64S/32D                                           | Roger Federer Stanislas Wawrinka | Simon Aspelin Thomas Johansson | 6-3, 6-4, 6-7(4), 6-3 | details |
| 18 augustus             | Pilot Pen Tennis New Haven, Verenigde Staten International Series $ 675.000 - hardcourt - 48S/32Q/16D                | Marin Čilić                      | Mardy Fish                     | 6-4, 4-6, 6-2         | details |
| 18 augustus             | Pilot Pen Tennis New Haven, Verenigde Staten International Series $ 675.000 - hardcourt - 48S/32Q/16D                | Marcelo Melo André Sá            | Mahesh Bhupathi Mark Knowles   | 7-5, 6-2              | details |
| 25 augustus 1 september | US Open New York, Verenigde Staten Grand Slam $ 7.950.000 - hardcourt                                                | Roger Federer                    | Andy Murray                    | 6-2, 7-5, 6-2         | details |
| 25 augustus 1 september | US Open New York, Verenigde Staten Grand Slam $ 7.950.000 - hardcourt                                                | Bob Bryan Mike Bryan             | Lukáš Dlouhý Leander Paes      | 7-6(5), 7-6(10)       | details |
| 25 augustus 1 september | US Open New York, Verenigde Staten Grand Slam $ 7.950.000 - hardcourt                                                | Leander Paes Cara Black          | Jamie Murray Liezel Huber      | 7-6(6), 6-4           | details |

### September
| Week van     | Toernooi                                                                                     | Winnaar(s)                          | Finalist(en)                         | Uitslag finale          |         |
| ------------ | -------------------------------------------------------------------------------------------- | ----------------------------------- | ------------------------------------ | ----------------------- | ------- |
| 8 september  | BCR Open Bucharest Boekarest, Roemenië International Series $ 416.000 - gravel - 32S/32Q/16D | Gilles Simon                        | Carlos Moyá                          | 6-3, 6-4                | details |
| 8 september  | BCR Open Bucharest Boekarest, Roemenië International Series $ 416.000 - gravel - 32S/32Q/16D | Nicolas Devilder Paul-Henri Mathieu | Mariusz Fyrstenberg Marcin Matkowski | 7-6(4), 6-7(9), [22-20] | details |
| 15 september | Davis Cup (halve finale)                                                                     |                                     |                                      |                         | details |
| 22 september | Thailand Open Bangkok, Thailand International Series $ 550.000 - hardcourt - 28S/32Q/16D     | Jo-Wilfried Tsonga                  | Novak Đoković                        | 7-6(4), 6-4             | details |
| 22 september | Thailand Open Bangkok, Thailand International Series $ 550.000 - hardcourt - 28S/32Q/16D     | Lukáš Dlouhý Leander Paes           | Scott Lipsky David Martin            | 6-4, 7-6(4)             | details |
| 22 september | China Open Peking, China International Series $ 500.000 - hardcourt - 28S/16Q/16D            | Andy Roddick                        | Dudi Sela                            | 6-4, 6-7(6), 6-3        | details |
| 22 september | China Open Peking, China International Series $ 500.000 - hardcourt - 28S/16Q/16D            | Stephen Huss Ross Hutchins          | Ashley Fisher Bobby Reynolds         | 7-5, 6-4                | details |
| 29 september | Japan Open Tokio, Japan International Series Gold $ 832.000 - hardcourt - 48S/24Q/16D        | Tomáš Berdych                       | Juan Martín del Potro                | 6-1, 6-4                | details |
| 29 september | Japan Open Tokio, Japan International Series Gold $ 832.000 - hardcourt - 48S/24Q/16D        | Michail Joezjny Mischa Zverev       | Lukáš Dlouhý Leander Paes            | 6-3, 6-4                | details |
| 29 september | Open de Moselle Metz, Frankrijk International Series $ 416.000 - hardcourt (i) - 32S/32Q/16D | Dmitri Toersoenov                   | Paul-Henri Mathieu                   | 7-6(6), 1-6, 6-4        | details |
| 29 september | Open de Moselle Metz, Frankrijk International Series $ 416.000 - hardcourt (i) - 32S/32Q/16D | Arnaud Clément Michaël Llodra       | Mariusz Fyrstenberg Marcin Matkowski | 5-7, 6-3, [10-8]        | details |

### Oktober
| Week van   | Toernooi | Winnaar(s)                           | Finalist(en)                          | Uitslag finale      |         |
| ---------- | --- | ------------------------------------ | ------------------------------------- | ------------------- | ------- |
| 6 oktober  | Bank Austria-Tennis Trophy Wenen, Oostenrijk International Series Gold $ 755.000 - hardcourt (i) - 32S/32Q/16D | Philipp Petzschner                   | Gaël Monfils                          | 6-4, 6-4            | details |
| 6 oktober  | Bank Austria-Tennis Trophy Wenen, Oostenrijk International Series Gold $ 755.000 - hardcourt (i) - 32S/32Q/16D | Maks Mirni Andy Ram                  | Philipp Petzschner Alexander Peya     | 6-1, 7-5            | details |
| 6 oktober  | Kremlin Cup Moskou, Rusland International Series $ 1.000.000 - hardcourt (i) - 32S/32Q/16D                     | Igor Koenitsyn                       | Marat Safin                           | 7-6(6), 6-7(4), 6-3 | details |
| 6 oktober  | Kremlin Cup Moskou, Rusland International Series $ 1.000.000 - hardcourt (i) - 32S/32Q/16D                     | Serhij Stachovsky Potito Starace     | Stephen Huss Ross Hutchins            | 7-6(4), 2-6, [10-6] | details |
| 6 oktober  | If Stockholm Open Stockholm, Zweden International Series $ 800.000 - hardcourt (i) - 32S/32Q/16D               | David Nalbandian                     | Robin Söderling                       | 6-2, 5-7, 6-3       | details |
| 6 oktober  | If Stockholm Open Stockholm, Zweden International Series $ 800.000 - hardcourt (i) - 32S/32Q/16D               | Jonas Björkman Kevin Ullyett         | Johan Brunström Michael Ryderstedt    | 6-1, 6-3            | details |
| 13 oktober | Mutua Madrileña Masters Madrid Madrid, Spanje Masters Series $ 2.450.000 - hardcourt (i) - 48S/24Q/24D         | Andy Murray                          | Gilles Simon                          | 6-4, 7-6(6)         | details |
| 13 oktober | Mutua Madrileña Masters Madrid Madrid, Spanje Masters Series $ 2.450.000 - hardcourt (i) - 48S/24Q/24D         | Mariusz Fyrstenberg Marcin Matkowski | Mahesh Bhupathi Mark Knowles          | 6-4, 6-2            | details |
| 20 oktober | Davidoff Swiss Indoors Bazel, Zwitserland International Series $ 1.000.000 - hardcourt (i) - 32S/16Q/16D       | Roger Federer                        | David Nalbandian                      | 6-3, 6-4            | details |
| 20 oktober | Davidoff Swiss Indoors Bazel, Zwitserland International Series $ 1.000.000 - hardcourt (i) - 32S/16Q/16D       | Mahesh Bhupathi Mark Knowles         | Christopher Kas Philipp Kohlschreiber | 6-3, 6-3            | details |
| 20 oktober | Grand Prix de Tennis de Lyon Lyon, Frankrijk International Series $ 800.000 - tapijt (i) - 32S/32Q/16D         | Robin Söderling                      | Julien Benneteau                      | 6-3, 6-7(5), 6-1    | details |
| 20 oktober | Grand Prix de Tennis de Lyon Lyon, Frankrijk International Series $ 800.000 - tapijt (i) - 32S/32Q/16D         | Michaël Llodra Andy Ram              | Stephen Huss Ross Hutchins            | 6-3, 5-7, [10-8]    | details |
| 20 oktober | St Petersburg Open Sint-Petersburg, Rusland International Series $ 1.000.000 - hardcourt (i) - 32S/32Q/16D     | Andy Murray                          | Andrej Goloebev                       | 6-1, 6-1            | details |
| 20 oktober | St Petersburg Open Sint-Petersburg, Rusland International Series $ 1.000.000 - hardcourt (i) - 32S/32Q/16D     | Travis Parrott Filip Polášek         | Rohan Bopanna Maks Mirni              | 3-6, 7-6(4), [10-8] | details |
| 27 oktober | BNP Paribas Masters Parijs, Frankrijk Masters Series $ 2.450.000 - hardcourt (i) - 48S/24Q/24D                 | Jo-Wilfried Tsonga                   | David Nalbandian                      | 6-3, 4-6, 6-4       | details |
| 27 oktober | BNP Paribas Masters Parijs, Frankrijk Masters Series $ 2.450.000 - hardcourt (i) - 48S/24Q/24D                 | Jonas Björkman Kevin Ullyett         | Jeff Coetzee Wesley Moodie            | 6-2, 6-2            | details |

### November
| Week van    | Toernooi                                                               | Winnaar(s)                   | Finalist(en)         | Uitslag finale |               |
| ----------- | ---------------------------------------------------------------------- | ---------------------------- | -------------------- | -------------- | ------------- |
| 2 november  | Geen toernooi                                                          | Geen toernooi                | Geen toernooi        | Geen toernooi  | Geen toernooi |
| 9 november  | Tennis Masters Cup Shanghai, China Masters $ 4.450.000 - hardcourt (i) | Novak Đoković                | Nikolaj Davydenko    | 6-1, 7-5       | details       |
| 9 november  | Tennis Masters Cup Shanghai, China Masters $ 4.450.000 - hardcourt (i) | Daniel Nestor Nenad Zimonjić | Bob Bryan Mike Bryan | 7-6(3), 6-2    | details       |
| 16 november | Davis Cup (finale)                                                     | Spanje                       | Argentinië           | 4-1            | details       |
| 24 november | Geen toernooi                                                          | Geen toernooi                | Geen toernooi        | Geen toernooi  | Geen toernooi |

### December
Geen toernooien

## Overzicht ondergronden
| Januari                  | Januari | Januari | Januari | Januari | Februari | Februari | Februari | Februari | Maart | Maart | Maart | Maart | April | April | April | April | Mei | Mei | Mei | Mei | Mei | Juni | Juni | Juni | Juni | Juli | Juli | Juli | Juli | Juli | Augustus | Augustus | Augustus | Augustus | September | September | September | September | Oktober | Oktober | Oktober | Oktober | Oktober | November | November | November | November | December | December | December | December |
| ↓ Hardcourt (27 weken) ↓ |         |         |         |         |          |          |          |          |       |       |       |       |       |       |       |       |     |     |     |     |     |      |      |      |      |      |      |      |      |      |          |          |          |          |           |           |           |           |         |         |         |         |         |          |          |          |          |          |          |          |          |
|                          |         |         |         |         |          |          |          |          |       |       |       |       |       |       |       |       |     |     |     |     |     |      |      |      |      |      |      |      |      |      |          |          |          |          |           |           |           |           |         |         |         |         |         |          |          |          |          |          |          |          |          |
| ↓ Gravel (16 weken) ↓    |         |         |         |         |          |          |          |          |       |       |       |       |       |       |       |       |     |     |     |     |     |      |      |      |      |      |      |      |      |      |          |          |          |          |           |           |           |           |         |         |         |         |         |          |          |          |          |          |          |          |          |
|                          |         |         |         |         |          |          |          |          |       |       |       |       |       |       |       |       |     |     |     |     |     |      |      |      |      |      |      |      |      |      |          |          |          |          |           |           |           |           |         |         |         |         |         |          |          |          |          |          |          |          |          |
| ↓ Gras (5 weken) ↓       |         |         |         |         |          |          |          |          |       |       |       |       |       |       |       |       |     |     |     |     |     |      |      |      |      |      |      |      |      |      |          |          |          |          |           |           |           |           |         |         |         |         |         |          |          |          |          |          |          |          |          |
|                          |         |         |         |         |          |          |          |          |       |       |       |       |       |       |       |       |     |     |     |     |     |      |      |      |      |      |      |      |      |      |          |          |          |          |           |           |           |           |         |         |         |         |         |          |          |          |          |          |          |          |          |
| ↓ Tapijt (1 week) ↓      |         |         |         |         |          |          |          |          |       |       |       |       |       |       |       |       |     |     |     |     |     |      |      |      |      |      |      |      |      |      |          |          |          |          |           |           |           |           |         |         |         |         |         |          |          |          |          |          |          |          |          |
|                          |         |         |         |         |          |          |          |          |       |       |       |       |       |       |       |       |     |     |     |     |     |      |      |      |      |      |      |      |      |      |          |          |          |          |           |           |           |           |         |         |         |         |         |          |          |          |          |          |          |          |          |

|  | = Grandslamtoernooi |  | = Davis Cup (ondergrond bepaald door thuisspelend land) |

## Statistieken toernooien

### Toernooien per ondergrond
| Ondergrond   | Aantal | Buiten/binnen | Aantal |
| ------------ | ------ | ------------- | ------ |
| Hardcourt    | 37     | Buiten        | 22     |
| Hardcourt    | 37     | Binnen        | 15     |
| Gravel       | 24     | Buiten        | 24     |
| Gravel       | 24     | Binnen        | 0      |
| Tapijt       | 1      | Binnen        | 1      |
| Gras         | 6      | Buiten        | 6      |
| Verschillend | 1      | Verschillend  | 1      |
| Totaal       | 69     |               |        |

### Best of five finales enkelspel
| Categorie                     | Aantal |
| ----------------------------- | ------ |
| Grand Slams                   | 4/4    |
| Tennis Masters Cup            | 0/1    |
| Tennis Masters Series         | 0/9    |
| ATP International Series Gold | 0/9    |
| ATP International Series      | 0/42   |
| World Team Cup                | 0/1    |
| ITF evenementen               | 2/3    |
| Totaal                        | 6/69   |

## Ranking

### Enkelspel

#### Begin van het seizoen
| Association of Tennis Professionals (ATP) Top 10 herenenkel per 31 december 2007 | Association of Tennis Professionals (ATP) Top 10 herenenkel per 31 december 2007 | Association of Tennis Professionals (ATP) Top 10 herenenkel per 31 december 2007 | Association of Tennis Professionals (ATP) Top 10 herenenkel per 31 december 2007 |
| Rang                                                                             | Speler                                                                           | Punten                                                                           | Toernooien gespeeld                                                              |
| -------------------------------------------------------------------------------- | -------------------------------------------------------------------------------- | -------------------------------------------------------------------------------- | -------------------------------------------------------------------------------- |
| 1                                                                                | Roger Federer                                                                    | 7.180                                                                            | 16                                                                               |
| 2                                                                                | Rafael Nadal                                                                     | 5.735                                                                            | 19                                                                               |
| 3                                                                                | Novak Đoković                                                                    | 4.470                                                                            | 20                                                                               |
| 4                                                                                | Nikolaj Davydenko                                                                | 2.825                                                                            | 26                                                                               |
| 5                                                                                | David Ferrer                                                                     | 2.750                                                                            | 23                                                                               |
| 6                                                                                | Andy Roddick                                                                     | 2.530                                                                            | 20                                                                               |
| 7                                                                                | Fernando González                                                                | 2.005                                                                            | 19                                                                               |
| 8                                                                                | Richard Gasquet                                                                  | 1.930                                                                            | 23                                                                               |
| 9                                                                                | David Nalbandian                                                                 | 1.775                                                                            | 15                                                                               |
| 10                                                                               | Tommy Robredo                                                                    | 1.765                                                                            | 23                                                                               |
| 11                                                                               | Andy Murray                                                                      | 1.755                                                                            | 19                                                                               |
| 12                                                                               | Tommy Haas                                                                       | 1.720                                                                            | 20                                                                               |
| 13                                                                               | James Blake                                                                      | 1.710                                                                            | 24                                                                               |
| 14                                                                               | Tomas Berdych                                                                    | 1.685                                                                            | 21                                                                               |
| 15                                                                               | Guillermo Canas                                                                  | 1.653                                                                            | 21                                                                               |
| 16                                                                               | Marcos Baghdatis                                                                 | 1.600                                                                            | 21                                                                               |
| 17                                                                               | Carlos Moya                                                                      | 1.585                                                                            | 21                                                                               |
| 18                                                                               | Ivan Ljubicic                                                                    | 1.580                                                                            | 22                                                                               |
| 19                                                                               | Mikhail Youzhny                                                                  | 1.570                                                                            | 23                                                                               |
| 20                                                                               | Juan Ignacio Chela                                                               | 1.425                                                                            | 21                                                                               |

#### Eind van het seizoen
| Association of Tennis Professionals (ATP) Top 20 herenenkel per 29 december 2008 | Association of Tennis Professionals (ATP) Top 20 herenenkel per 29 december 2008 | Association of Tennis Professionals (ATP) Top 20 herenenkel per 29 december 2008 | Association of Tennis Professionals (ATP) Top 20 herenenkel per 29 december 2008 |
| Rang                                                                             | Speler                                                                           | Punten                                                                           | Toernooien gespeeld                                                              |
| -------------------------------------------------------------------------------- | -------------------------------------------------------------------------------- | -------------------------------------------------------------------------------- | -------------------------------------------------------------------------------- |
| 1                                                                                | Rafael Nadal                                                                     | 6.675                                                                            | 19                                                                               |
| 2                                                                                | Roger Federer                                                                    | 5.305                                                                            | 19                                                                               |
| 3                                                                                | Novak Đoković                                                                    | 5.295                                                                            | 19                                                                               |
| 4                                                                                | Andy Murray                                                                      | 3.720                                                                            | 23                                                                               |
| 5                                                                                | Nikolaj Davydenko                                                                | 2.715                                                                            | 23                                                                               |
| 6                                                                                | Jo-Wilfried Tsonga                                                               | 2.050                                                                            | 21                                                                               |
| 7                                                                                | Gilles Simon                                                                     | 1.980                                                                            | 29                                                                               |
| 8                                                                                | Andy Roddick                                                                     | 1.970                                                                            | 23                                                                               |
| 9                                                                                | Juan Martín del Potro                                                            | 1.945                                                                            | 22                                                                               |
| 10                                                                               | James Blake                                                                      | 1.775                                                                            | 23                                                                               |
| 11                                                                               | David Nalbandian                                                                 | 1.725                                                                            | 20                                                                               |
| 12                                                                               | David Ferrer                                                                     | 1.695                                                                            | 24                                                                               |
| 13                                                                               | Stanislas Wawrinka                                                               | 1.510                                                                            | 22                                                                               |
| 14                                                                               | Gaël Monfils                                                                     | 1.475                                                                            | 21                                                                               |
| 15                                                                               | Fernando González                                                                | 1.420                                                                            | 22                                                                               |
| 16                                                                               | Fernando Verdasco                                                                | 1.415                                                                            | 28                                                                               |
| 17                                                                               | Robin Söderling                                                                  | 1.325                                                                            | 23                                                                               |
| 18                                                                               | Nicolás Almagro                                                                  | 1.270                                                                            | 23                                                                               |
| 19                                                                               | Igor Andrejev                                                                    | 1.245                                                                            | 30                                                                               |
| 20                                                                               | Tomáš Berdych                                                                    | 1.215                                                                            | 24                                                                               |